# Ралиця (Тирговиштська область)
Ра́лиця (болг. Ралица) — село в Тирговиштській області Болгарії. Входить до складу общини Тирговиште.

## Населення
За даними перепису населення 2011 року у селі проживали 236 осіб.
Національний склад населення села:
| Національність   | Кількість осіб | Відсоток |
| ---------------- | -------------- | -------- |
| турки            | 132            | 56,4%    |
| болгари          | 96             | 41,0%    |
| цигани           | 5              | 2,1%     |
| Всього відповіли | 234            |          |

Розподіл населення за віком у 2011 році:
Динаміка населення: